# 罗什和罗库尔
罗什和罗库尔（法語：Roche-et-Raucourt，法語發音：[ʁɔʃ e ʁokuʁ]）是法国上索恩省的一个市镇，属于沃苏勒区。

## 地理
罗什和罗库尔（47°37'12"N, 5°42'27"E）面积13.38 平方千米，位于法国勃艮第-弗朗什-孔泰大區上索恩省，该省份为法国东部内陆省份，北起顺时针与孚日省、贝尔福地区省、杜省、汝拉省、科多尔省和上马恩省接壤。
与罗什和罗库尔接壤的市镇（或旧市镇、城区）包括：弗朗库尔、萨隆河畔当皮埃尔、韦特、沃隆。

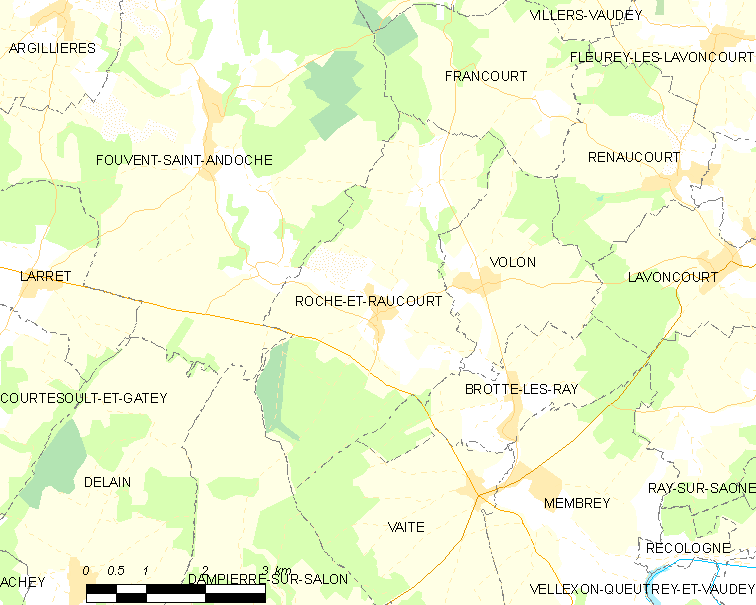
罗什和罗库尔的OSM定位图

罗什和罗库尔的时区为UTC+01:00、UTC+02:00（夏令时）。

## 行政
罗什和罗库尔的邮政编码为70180，INSEE市镇编码为70448。

## 政治
罗什和罗库尔所属的省级选区为萨隆河畔当皮埃尔县。

## 人口

1962-2008年间罗什和罗库尔人口变化图示

罗什和罗库尔于2022年1月1日时的人口数量为154人。